# Mol (Srbsko)
Mol (v srbské cyrilici Мол, maďarsky Mohol) је město v srbské Vojvodině. Administrativně je součástí Severobanátského okruhu, opštiny Ada.
V roce 2011 mělo dle sčítání lidu 6009 obyvatel.
Město se nachází na břehu řeky Tisy, v rovinaté krajině Panonské nížiny, v blízkosti města Ada. Jako většina sídel, která vznikla v období kolonizace dolních Uher po Karlovickém míru má i Mol pravoúhlou síť ulic. Nachází se zde také i rodný dům Novaka Radoniće.
První písemná zmínka o Molu pochází z roku 1332. Současné obyvatelstvo se však do obce dosídlilo v souvislosti s kolonizaci Dolních Uher po stažení Turků.
Z Molu pocházel episkop pro Sremské Karlovce Sava Trljajić a episkop budínský Lukijan Pantelić. V roce 1913 byla do města zavedena elektřina.